# Каминаццо
Каминаццо или Коминаццо (Cominazzo или Caminazzo) — семейство итальянских мастеров ружейных стволов XV—XIX веков, работавших в Гардоне-Валь-Тромпии и Брешиа.
В XVI—XVIII веках сочетание «Lazarino Cominazzo» было синонимом производителя высококачественных стволов. При этом сохранившиеся работы Коминаццо сложно приписать конкретным мастерам из-за того, что многие члены семьи известны под одними и теми же именами (в частности, Ладзаро и Ладзарино).
Известны Лазаро старший, работавший около 1620 (его клеймо: «Lazari Cominaz») и Лазарино младший, умер в 1696, метивший свои работы: «Lazarino Cominazzo».